# Dysderina scutata
Dysderina scutata är en spindelart som först beskrevs av O. Pickard-Cambridge 1876.  Dysderina scutata ingår i släktet Dysderina och familjen dansspindlar.
Artens utbredningsområde är Egypten. Inga underarter finns listade i Catalogue of Life.